# Ханинское лесничество
Ханинское лесничество — поселок в Суворовском районе Тульской области в составе Юго-Восточного сельского поселения.

## География
Находится в западной части Тульской области на расстоянии приблизительно 12 км на восток-северо-восток по прямой от города Суворов, административного центра района недалеко от станции Ханино.

## История
Поселок был отмечен уже только на карте 1989 года.

## Население
Постоянное население составляло 14 человек (русские 93 %) в 2002 году, 23 в 2010.